# Membre libre d'honneur
Membre libre d'honneur (en russe : вольный общник) (mot provenant  de la terminologie de l'église) est un membre d'une société de volontaires dans l'Empire russe.
L'Académie russe des beaux-arts conférait le titre de membre libre d'honneur aux XVIIIe et XIXe siècles pour des réalisations exceptionnelles dans le domaine des arts à des artistes, sculpteurs, architectes, historiens et théoriciens de l'art aussi bien russes qu' étrangers. On trouve parmi ceux-ci les noms de : Bartolomeo Rastrelli,  Carlo Rossi, Karl Brioullov, Vassili Stassov, Constantin Oukhtomski .
L'expression est également utilisée pour des volontaires d'une brigade de pompiers  (Volontaire libre du feu, pompier volontaire).